# Der Kommissar und das Meer
Der Kommissar und das Meer (Kommissarien och havet nella versione svedese) è una serie televisiva tedesca e svedese di genere poliziesco, prodotta dal 2007 al 2021 da Network Movie e trasmessa in Germania sull'emittente ZDF e in pay per view su Sat.1 emotions e in Svezia sull'emittente TV4. Protagonista della serie, basata sui romanzi della scrittrice svedese Mari Jungstedt, è l'attore Walter Sittler; altri interpreti principali sono  Andy Gätjen, Inger Nilsson, Sólveig Arnarsdóttir e Paprika Steen.
La serie si compone di 29 episodi in formato di film TV: il primo episodio, intitolato Den du nicht sieht, venne trasmesso in prima visione il 21 dicembre 2007; l'ultimo, intitolato Woher wir kommen, wohin wir gehen, venne trasmesso in prima visione i 12 dicembre 2021.

## Trama
Thomas Anders, commissario di polizia originario della Germania, si è trasferito assieme alla moglie Line e ai figli Niklas e Anders a Visby, sull'isola svedese di Gotland, dove si trova ad indagare su vari omicidi.

## Episodi
| Nr | Titolo originale                                                     | Titolo italiano | Prima TV Germania/Svezia | Prima TV Italia |
| -- | -------------------------------------------------------------------- | --------------- | ------------------------ | --------------- |
| 1  | Den du nicht sieht/Den du inte ser                                   | inedito         | 21 dicembre 2007         | inedito         |
| 2  | Näher als du denkst /I denna stilla natt                             | inedito         | 28 dicembre 2007         | inedito         |
| 3  | An einem einsamen Ort/Den inre kretsen                               | inedito         | 3 ottobre 2008           | inedito         |
| 4  | Sommerzeit/I denna ljuva sommartid                                   | inedito         | 19 dicembre 2008         | inedito         |
| 5  | Der sterbende Dandy/Den döende dandyn                                | inedito         | 31 maggio 2009           | inedito         |
| 6  | Schwarzer Engel /Den mörka ängeln                                    | inedito         | 12 settembre 2009        | inedito         |
| 7  | Der Tod kam am Nachmittag/Döden kom på eftermiddagen                 | inedito         | 9 gennaio 2010           | inedito         |
| 8  | Ein Leben ohne Lügen/Ett liv utan lögn                               | inedito         | 23 ottobre 2010          | inedito         |
| 9  | Laila                                                                | inedito         | 15 dicembre 2011         | inedito         |
| 10 | Eiserne Hochzeit/Stålbröllop                                         | inedito         | 22 dicembre 2011         | inedito         |
| 11 | Allein im finsteren Wald/Ensam i en mörk skog                        | inedito         | 10 marzo 2012            | inedito         |
| 12 | Niemand hat Schuld/Ingen skuld                                       | inedito         | 1 dicembre 2012          | inedito         |
| 13 | Der Wolf im Schafpelz/Ulv i fårakläder                               | inedito         | 4 maggio 2013            | inedito         |
| 14 | Fürchte dich nicht/Känn ingen fruktan                                | inedito         | 7 settembre 2013         | inedito         |
| 15 | Der böse Mann/Den onda mannen                                        | inedito         | 28 dicembre 2013         | inedito         |
| 16 | In der dunklen Nacht/I den mörka natten                              | inedito         | 15 febbraio 2014         | inedito         |
| 17 | Wilde Nächte/Vilda nätter                                            | inedito         | 21 marzo 2015            | inedito         |
| 18 | Das Mädchen und der Tod/Flickan och döden                            | inedito         | 29 agosto 2015           | inedito         |
| 19 | Unter Männern                                                        | inedito         | 12 dicembre 2015         | inedito         |
| 20 | In einer sternlosen Nacht/I den stjärnlösa natten                    | inedito         | 23 gennaio 2016          | inedito         |
| 21 | Für immer Dein/Din för alltid                                        | inedito         | 12 novembre 2016         | inedito         |
| 22 | In einem kalten Land/I ett kallt land                                | inedito         | 18 dicembre 2017         | inedito         |
| 23 | Tage der Angst/Rädslans dagar                                        | inedito         | 16 dicembre 2017         | inedito         |
| 24 | Der wilde Jack/Vilda Jack                                            | inedito         | 27 gennaio 2018          | inedito         |
| 25 | Lichterfest/I ljuset                                                 | inedito         | 15 dicembre 2018         | inedito         |
| 26 | Nachtgespenster/Spöken i natten                                      | inedito         | 28 dicembre 2019         | inedito         |
| 27 | Auf dunkler See (Fähre in den Tod)/Dödens färja                      | inedito         | 29 maggio 2020           | inedito         |
| 28 | Aus glücklichen Tagen (Der Weg in die Dunkelheit)/Vägen in i mörkret | inedito         | 20 novembre 2020         | inedito         |
| 29 | Woher wir kommen, wohin wir gehen                                    | inedito         | 11 dicembre 2021         | inedito         |

## Personaggi e interpreti
- Commissario Robert Anders, interpretato da Walter Sittler (ep. 1-29)[6][8]
- Line Anders, interpretata da Paprika Steen. È la moglie di Robert.
- Niklas Anders, interpretato da Sven Gielnik e da Leonard Proxauf. È il figlio di Robert e Line.
- Ida Anders, interpretata da Charlotte Lüder. È la figlia di Robert e Line.
- Thomas Wittberg, interpretato da Andy Gätjen (ep. 1-29).[6][3]  È un collega di Robert.[2][6]
- Karin Jacobsson, interpretata da Sólveig Arnarsdóttir (ep. 1-12).[6][3] È una collega di Robert.[2][6]
- Ewa Svensson, interpretata da Inger Nilsson (ep. 1-29).[6][3]   È la patologa.[5]
- Emma Winarve, interpretata da Frida Hallgren (ep. 1-22).[6][3]

## Spin-off
- Der Kommissar und der See (2022-...)[9]